# 謝緒璠
謝緒璠（1871年—1919年5月6日），字魯卿，四川省潼川府三臺縣人，光緒戊戌進士，授翰林院庶吉士，散館授編修。

## 生平[3]
由廩生中式光緒二十年（1894年）甲午科本省鄉試舉人。光緒二十一年（1895年），考取官學教習。光緒二十二年（1896年），充右翼宗室官學教習。光緒二十四年（1898年）戊戌科，中式二甲進士，同年五月，改翰林院庶吉士。光緒二十九年（1903年）四月，散館，授翰林院編修。七月充順天鄉試同考官，十二月充國史館協修官。光緒三十一年（1905年），充大學堂編書局差，六月充國史館纂修官。光緒三十二年（1906年）四月，充國史館總纂官。光緒三十三年（1907年），充譯學館國文教員，八月充國史館提調官。光緒三十四年（1908年）十一月，充武英殿協修官。宣統元年（1909年），京察一等奉旨准其一等加一級，七月充實錄館協修官、武英殿纂修官、功臣館纂修官。宣統二年（1910年）八月，充實錄館纂修官。
中華民國成立後，任政事堂法制局秘書、僉事。民國四年（1915年）7月，授中大夫。民國八年（1919年）5月6日病逝。